# Stockholms estetiska gymnasium

Stockholms estetiska gymnasium, även kallad "STEG", är en gymnasieskola belägen på Liljeholmen i Stockholm. 

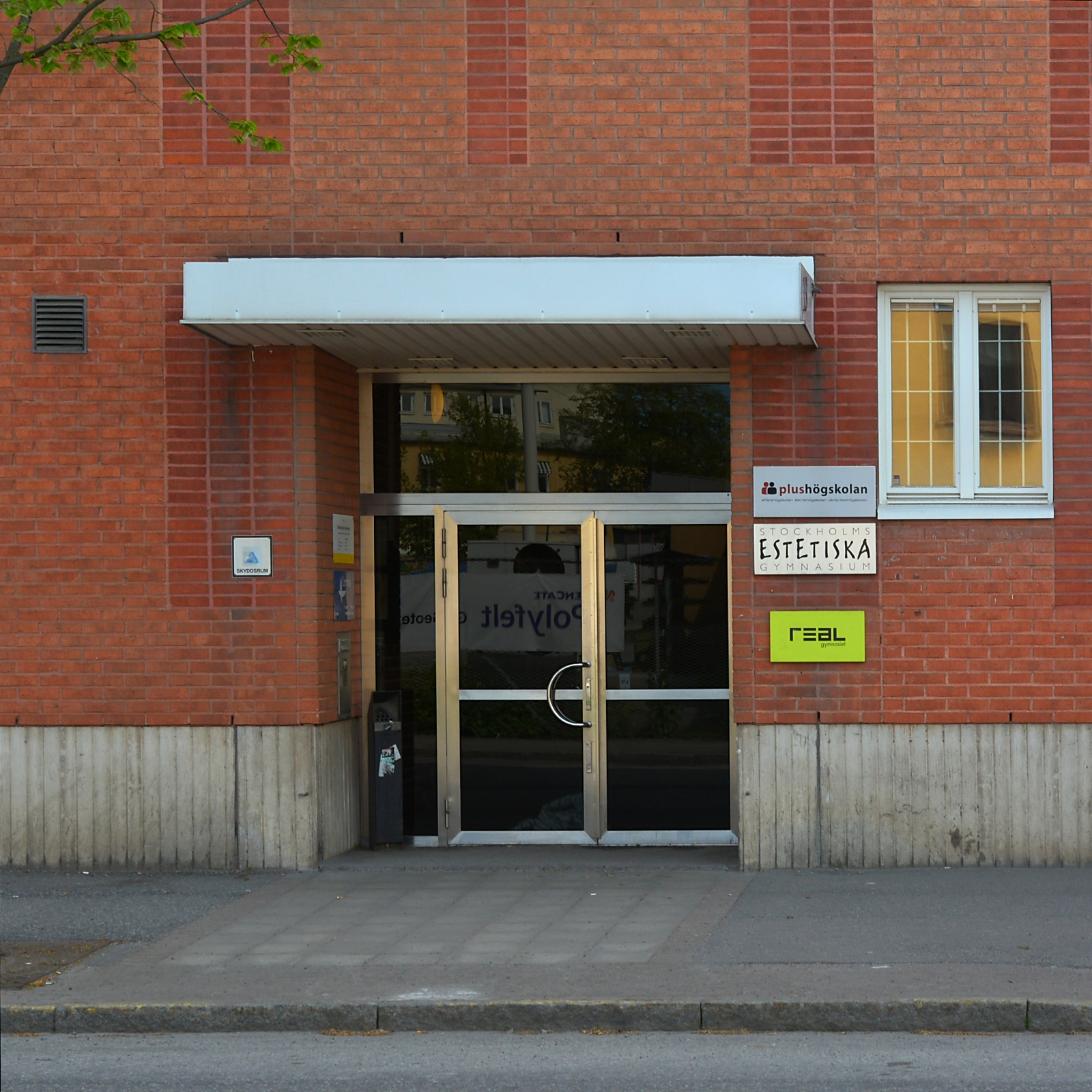
Ingången till Stockholms estetiska gymnasium i Liljeholmen.

Skolan, som startades 1999, erbjuder specialutformat estetiskt program med inriktningarna dans, musik och teater. Den har riksintag i egenskap av friskola. Ca 230 elever från ett stort antal orter runt om i Sverige går på skolan. Utbildningarna förbereder för vidare studier vid Danshögskolan, musikhögskolor eller teaterhögskolor samt andra utbildningar vid universitet och högskolor.
Huvudman för skolan är den ekonomiska föreningen Stockholms Estetiska Gymnasium, vars medlemmar är skolans elever och personal. Medlemmarna utser vid den årliga föreningsstämman en styrelse bestående av fyra elever, som uppnått myndighetsåldern, samt tre personalrepresentanter.

## Historia
Skolan har sitt ursprung i det estetiska programmet vid Skytteholmsgymnasiet i Solna kommun. Programmet startade 1993, men den kommunala huvudmannen beslöt 1997 att avveckla det. Eleverna och personalen bildade då tillsammans en ekonomisk förening för att driva utbildningen vidare i fristående regi. Detta förverkligades 1999. Verksamheten blev kvar i Solna tills den 2002 flyttade till bättre anpassade lokaler på Liljeholmen. Skolans funktion förbättrades ytterligare genom en större ombyggnad 2007.

## Kända alumner

### Teatergrenen
- Bianca Kronlöf
- Tiffany Kronlöf
- Niclas Olund
- Moa Elf Karlén
- Viktor Åkerblom Nilsson
- Viktor Källander
- Nadine Kirschon
- Shima Niavarani

### Musikgrenen
- Mikael Sehlin (Degradead, Engel)
- David Szücs (Degradead)
- Emelie Rosén (Caracola)
- Sheri
- Frida Öhrn (Oh Laura)